# Вилл, Роман
Роман Вилл (чеш. Roman Will; род. 22 мая 1992, Пльзень) — чешский хоккеист, вратарь. Игрок сборной Чехии.

## Карьера
Роман Вилл начал свою хоккейную карьеру в клубе «Млада Болеслав». В 22 года подписал контракт с «Колорадо Эвеланш», но заиграть в НХЛ ему так и не удалось. Он провёл только 1 матч в НХЛ и вернулся в Европу. Играл в чешской Экстралиге за «Били Тигржи Либерец». В 2019 году перешёл в шведский «Рёгле».
Регулярно вызывается в сборную Чехии на этапы Еврохоккейтура. 11 ноября 2019 года впервые сыграл за сборную на «ноль», отразив все 20 бросков в матче Кубка Карьяла против сборной России. Вилл также был признан лучшим вратарём турнира.

## Достижения

### Командные
- Чемпион чешской первой лиги 2013 и 2014
- Серебряный призёр чешской Экстралиги 2017 и 2019

### Личные
- Лучший вратарь Экстралиги 2019

## Статистика
Обновлено на конец сезона 2020/2021
Всего за карьеру провёл 499 игр (Экстралига — 161, Чешская первая лига — 96, юниорская лига Квебека — 67, АХЛ — 40, КХЛ — 39, лига Восточного побережья — 36, Шведская лига — 34, сборная Чехии — 14, Лига чемпионов — 11, НХЛ — 1)